# Парламент Либерии
Парламент Либерии (англ. Legislature of Liberia) — законодательный орган Либерии.
Сенаторы бывают 2-х категорий: к первой категории относятся те, кто получил наибольшее число голосов и получают полномочия на девять лет, в то время как к сенаторам второй категории относятся те, кто получает второе наибольшее число голосов и служат в течение шести лет. Вице-президент Республики является председателем Сената; при голосовании у него нет права голоса, за исключением случая равенства голосов. Действующим вице-президентом и председателем Сената Либерии является Джозеф Бокай.
В соответствии с Конституцией Либерии, члены Палаты представителей избираются на шестилетний срок зарегистрированными избирателями в каждом из законодательных округов в графствах. В составе Палаты представителей, в настоящее время 64 представителей. Представители избрают спикера (Алекс Тайлер), который выступает в качестве председательствующего в Палате представителей. Всякий раз, когда Палата представителей и Сенат собираются на совместные сессии, спикер председательствует на заседании. Сессии проводятся в здании Капитолия в Монровии. Парламентские выборы прошли в октябре 2005 года и избранные члены парламента вступили в должность в январе 2006 года.

## Состав
Современный парламент состоит из двух палат:
- Верхняя палата  — Сенат Либерии (англ. Senate of Liberia) состав: 30 человек.
- Нижняя палата  — Палата представителей Либерии (англ. House of Representatives of Liberia) состав: 64 человека.